# 大正池 (井手町)
大正池（たいしょういけ）は、京都府綴喜郡井手町多賀字一ノ谷20-1、淀川水系玉川に建設された灌漑用の重力式コンクリートダム湖である。2010年（平成22年）3月25日に農林水産省のため池百選に選定された。また、平成の名水百選日本六玉川
の一つの井手の玉川の源流にあり、「井手町大正池 癒しと交流の空間」として京都府景観資産にも選定されている。

## 造成
前身となる旧大正池が同地に存在していたが、昭和28年台風第13号直前の南山城水害により幅100m、高さ30mにわたり決壊。下流の井手町を襲い、大きな被害を出した。破堤の主な原因は集中豪雨であるが、堤防の設計や管理の不備なども専門家により指摘された。
災害後、旧大正池と同じく破堤した旧二の谷池の2つの池跡地を「淀川水系改修基本計画」により再構築、1960年（昭和35年）に現在の大正池が完成した。また、1994年（平成6年）「地域用水環境整備事業」等により周辺整備が行われ、2004年（平成16年）には林業経営構造対策事業によってバンガローやキャンプ場が整備され、井手町野外活動センター「大正池グリーンパーク」としてオープンした。
京都府内の農業用ため池としては唯一のコンクリートダムであり、ため池として最大のものである。

## 自然
2006年（平成18年）に井手町野外活動センターがオープンし、自然観察やため池の管理等にも利用されていて、センターを管理するNPO法人が周囲の環境整備等を行っており、ボランティアや企業が協力して周囲の山林の整備を行っている。
2019年（令和元年）春より、公益財団法人青少年野外活動総合センター（城陽市）が指定管理者として業務している。

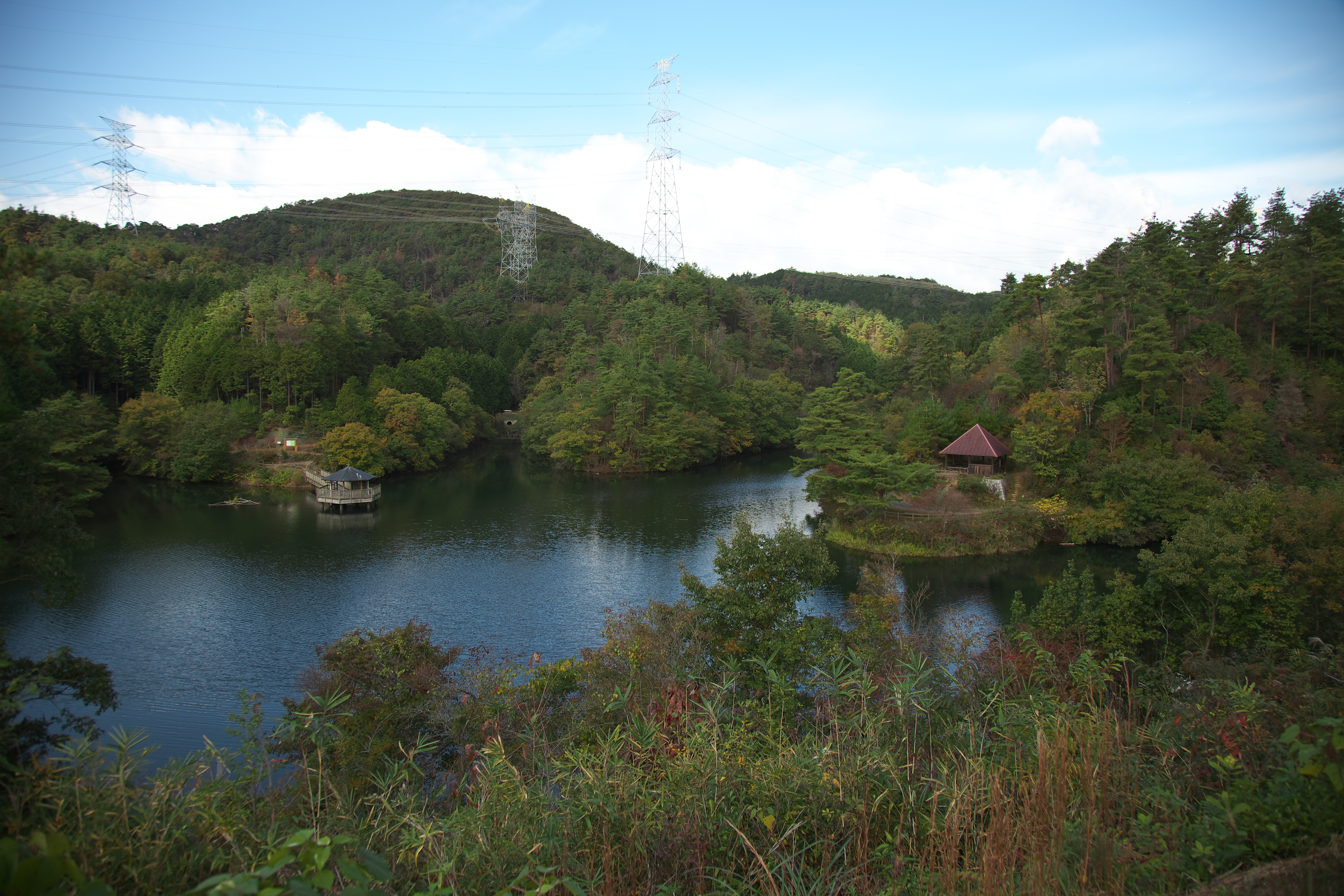
大正池
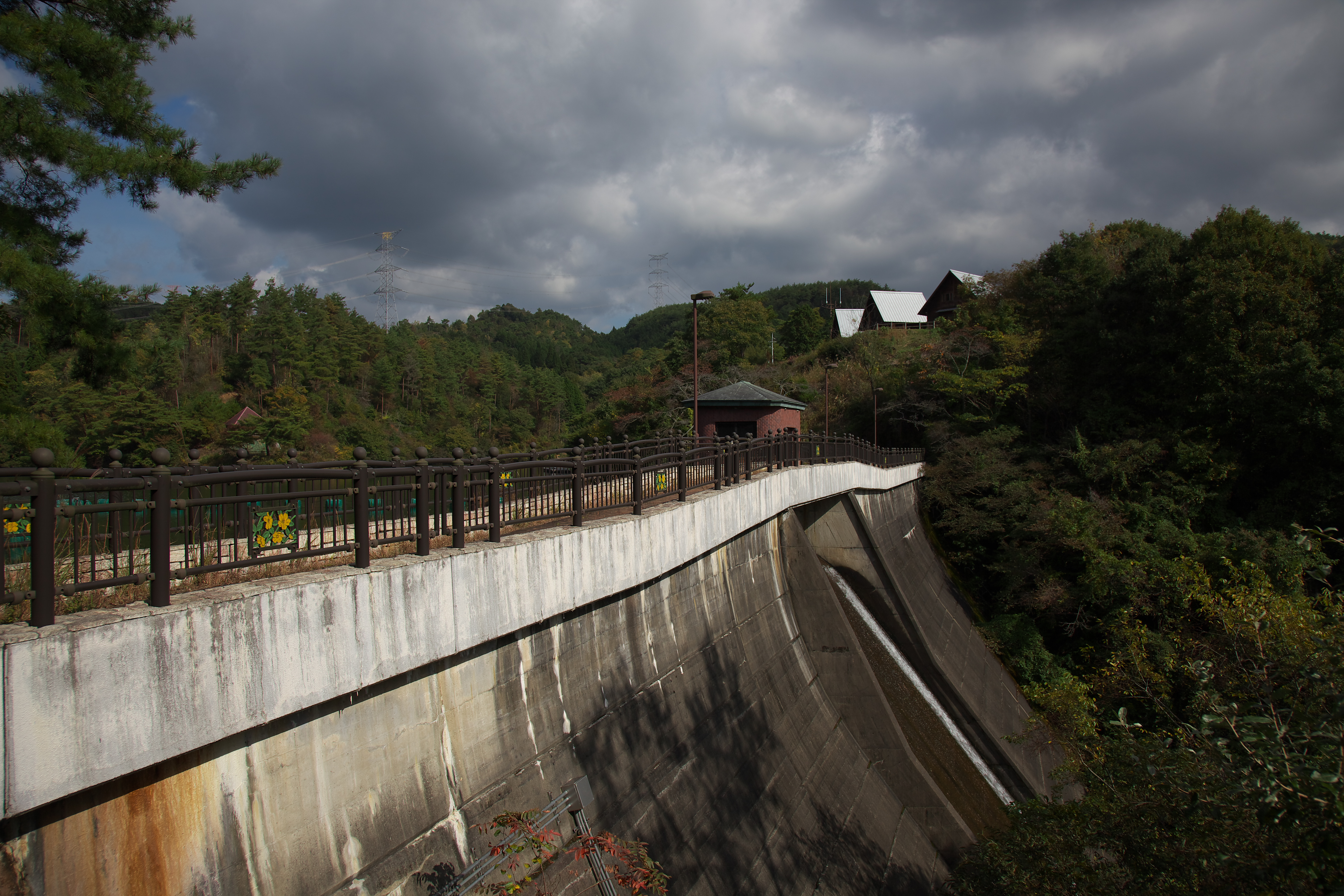
大正池ダム